# Вітошинський Амвросій
Амвросій (Амброзій) Вітошинський (?  — ?) — підполковник УГА, тимчасовий начальний вождь УГА.

## Життєпис
1 березня 1919 року Державний Секретаріат присвоїв йому звання підполковника. Під час наступу об'єднаних українських армій на Київ влітку 1919 року командував «Етапною командою УГА» (в її функції входила мобілізація та забезпечення армії в поході). 
10 (або 22) лютого 1920 року призначений ревкомом ЧУГА тимчасовим начальним вождем армії. 
У квітні 1920 року перебував у лікарні в Одесі із запаленням легень, під конвоєм більшовиків. У травні цього ж року зумів втекти з лікарні.
Станом на червень 1921 року перебував в Одесі на нелегальному становищі. Подальша доля невідома.